# China Today
A China Today (kínaiul:今日中国), formálisan China Reconstructs (中国建设), egy magazin, melyet 1949-ben alapított Soong Ching-ling társulva Israel Epsteinnel. Publikálják kínaiul, angolul, spanyolul, franciául, németül és arabul. Magyarul eleddig még nem jelent meg fordításban. A megújult Kínai Népköztársaságot mutatja be havi rendszerességgel, promotálva az újdonságokat. A külföldi tanácsadó és honosított kínai állampolgár Israel Epstein szerkesztő és főnök 1951-től. Soong Ching-ling kérésére Epstein visszatért a Kínai Népköztársaságba. A magazin 1990-ben kapta meg a China Today nevet. A növekvő, éhes Kína felfal mindent ami útjába kerül. A Kínai Népköztársaság szenzációit mutatja be az újság. Például a 2009 novemberi számában a 2010-es sanghaji világkiállításról tudhatjuk meg a legfrissebbeket.